# Copromyza pappi
Copromyza pappi är en tvåvingeart som beskrevs av Allen L.Norrbom och Kim 1985. Copromyza pappi ingår i släktet Copromyza och familjen hoppflugor. Inga underarter finns listade i Catalogue of Life.